# Juana de Valois, duquesa de Bretaña
Juana de Valois, también conocida como Juana de Francia (Melun, 24 de enero de 1391-Vannes, 27 de septiembre de 1433), fue la cuarta hija del rey Carlos VI de Francia y de su esposa, Isabel de Baviera-Ingolstadt. En 1396, cuanto apenas tenía cinco años, contrajo matrimonio con el duque Juan VI de Bretaña; algunos historiadores le consideran Juan V, pues su abuelo, Juan de Montfort, jamás reinó en el ducado, aunque sí se hizo conocer como Juan IV.
En 1420, su marido fue traicionado y hecho prisionero en una ocasión en que acudió a una fiesta en Champtoceaux invitado por los Penthièvre. Juana buscó refugio en el castillo de Hennebont, mientras acudían a auxiliarla, y desde ahí defendió valientemente los derechos de sucesión de su hijo. Más tarde consiguió liberar a su marido y finalmente confiscaron las propiedades y el patrimonio de los Penthièvre.

## Descendencia
El matrimonio tuvo siete hijos, cuatro mujeres y tres varones:
- Ana (1409-1415).
- Isabel (1411-1442).
- Margarita (1412-1421).
- Francisco I (1414-1450), duque de Bretaña.
- Catalina (1416-1421).
- Pedro II (1418-1457), duque de Bretaña.
- Gilles (1420-1450), señor de Champtocé.